# Nama (planta)
Nama es un género de plantas con flores perteneciente a la familia Boraginaceae. Comprende 98 especies descritas y de estas solo 49 aceptadas. Se distribuye por América.

## Descripción
Son plantas herbáceas a sufruticosas, anuales o perennes, la raíz axonomorfa, erectas a postradas, simples o ramificadas, pelosas, frecuentemente glandulosas. Hojas simples, en su mayoría alternas y enteras, rara vez dentadas. Inflorescencias con las flores individuales o en pares en las axilas de las hojas superiores o varias en cimas reducidas laterales o terminales. Flores con el cáliz partido casi hasta la base, los lobos subiguales, linear-lanceolados a linear-espatulados, acrescentes; corola blanca a púrpura, tubular a infundibuliforme u obcónico-campanulada, más larga que el cáliz, algunas veces en parte pelosa abaxialmente; estambres generalmente incluidos, todos basalmente adnatos e insertados desigualmente en el tubo de la corola o algunas veces de longitud desigual, los filamentos generalmente glabros, la base dilatada o algunas veces apendiculada; ovario súpero a semiínfero, en general ligeramente puberulento, 1-locular pero de apariencia 2-locular debido a crecimientos internos de las placentas parietales, los óvulos numerosos; estilos 2, alargados, generalmente libres pero algunas veces parcial a casi completamente unidos; estigmas capitados. Cápsulas generalmente ovoides a oblongas, algunas veces globosas, membranáceas a cartilaginosas, la dehiscencia loculicida o septicida; semillas numerosas, pardas, diversamente foveoladas, alveoladas o reticuladas a lisas, algunas veces diminutamente corrugadas al través así como foveoladas.

## Taxonomía
El género fue descrito por Carlos Linneo y publicado en Systema Naturae, Editio Decima 2: 950. 1759. La especie tipo es: Nama jamaicensis L. 

## Especies seleccionadas
- Nama affinis
- Nama angustifolium
- Nama aretioide
- Nama argenteum
- Nama dichotoma

## Gallería
|                 |
| Nama aretioides |

|               |
| Nama demissum |

|               |
| Nama hispidum |

|                  |
| Nama jamaicensis |

|                  |
| Nama sandwicense |